# Chrysotoxum bicinctum
Chrysotoxum bicinctum là một loài ruồi trong họ Ruồi giả ong (Syrphidae). Loài này được Linnaeus mô tả khoa học đầu tiên năm 1758. Chrysotoxum bicinctum phân bố ở vùng Cổ Bắc giới (Đan Mạch)

## Hình ảnh

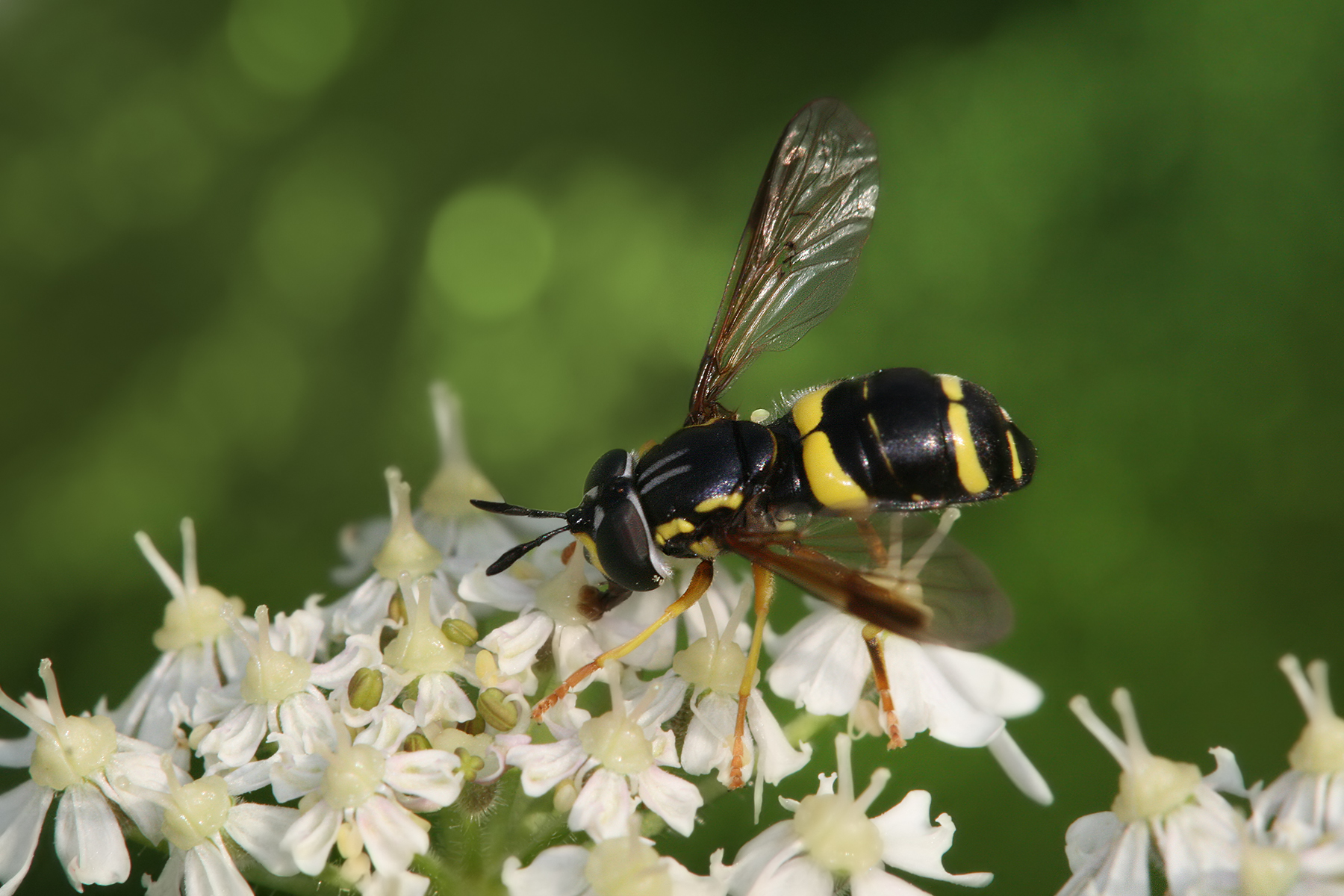